# Lettlands herrlandslag i ishockey

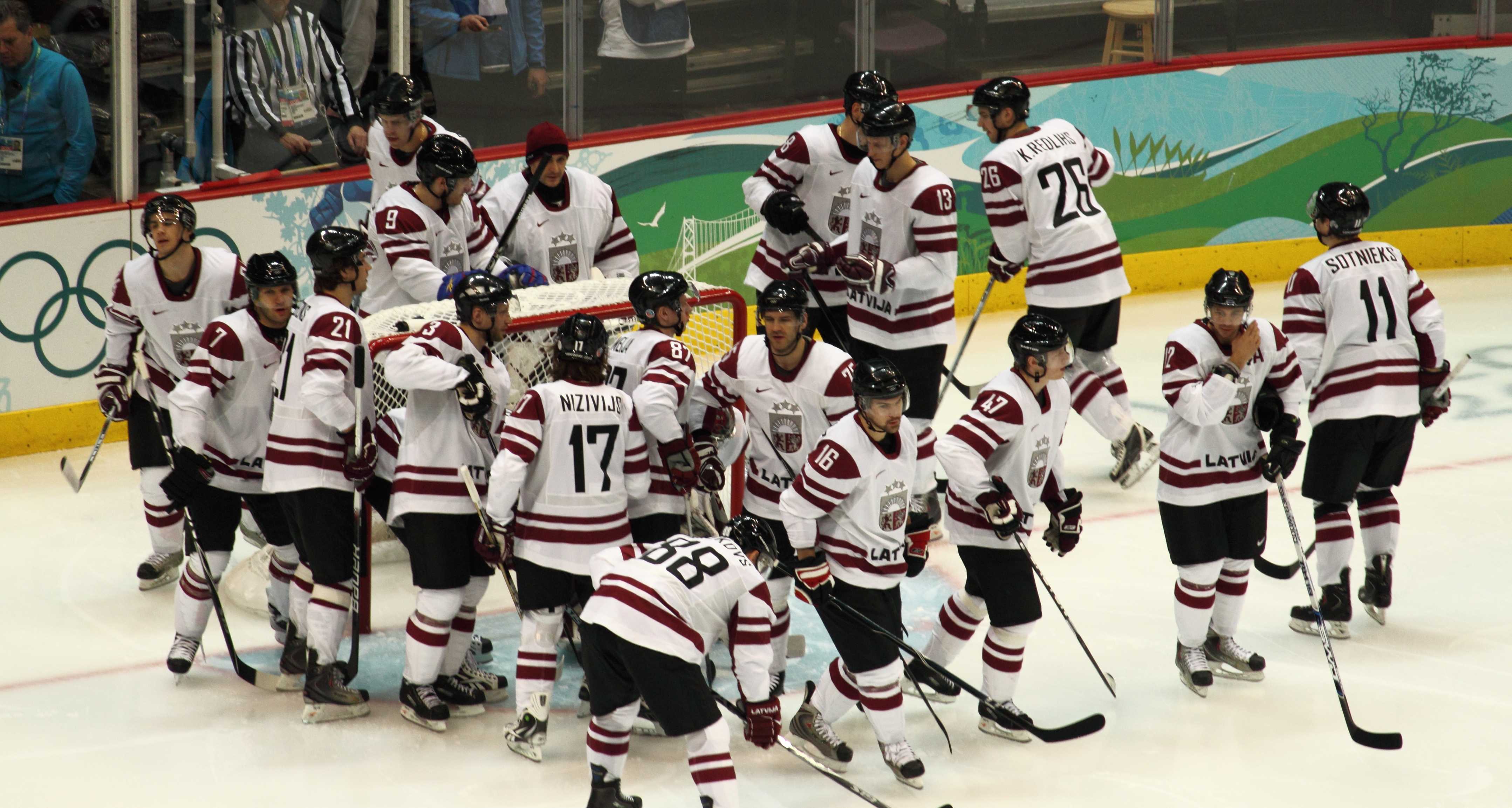
Ishockeyspelare i Lettlands landslag

Lettlands herrlandslag i ishockey litauiska: Latvijas hokeja izlase representerar Lettland i ishockey på herrsidan. Första matchen spelades den 27 februari 1932 i Riga i Lettland, och vanns med 3-0 mot Litauen.
Vid Världsmästerskapet 2023, som spelades i Tammerfors i Finland och Riga i Lettland, vann Lettland brons efter seger över USA med 4–3 i matchen om tredje pris och tog därmed sin första medalj.

## Profiler
- Girts Ankipans
- Artūrs Irbe
- Sandis Ozolinsh
- Karlis Skrastins
- Aleksandrs Beļavskis
- Atvars Tribuncovs
- Kaspars Daugavins

## Coacher genom tiderna
- Leonids Beresnevs - 1996-1999
- Haralds Vasiljevs - 1999-2001
- Curt Lindström - 2001-2004
- Leonids Beresnevs - 2004-2011
- Ted Nolan - 2011-2014
- Aleksandrs Beļavskis - 2014-2015
- Leonids Beresnevs - 2015-2016
- Haralds Vasiljevs - 2016
- Bob Hartley - 2017-2021
- Harijs Vītoliņš - 2021-

## Olympiska turneringar
- 1936 - OS i Garmisch-Partenkirchen, Tyskland - femtonde
- 1992 - OS i Albertville, Frankrike - deltog ej
- 1994 - OS i Lillehammer, Norge - kvalificerade sig inte
- 1998 - OS i Nagano, Japan - kvalificerade sig inte
- 2002 - OS i Salt Lake City, USA - nia
- 2006 - OS i Turin, Italien - tolva
- 2010 - OS i Vancouver, Kanada - tolva
- 2014 - OS i Sotji, Ryssland - åtta
- 2018 - OS i Pyeongchang, Sydkorea - kvalificerade sig inte
- 2022 - OS i Peking, Kina - elva

## Världsmästerskapsturneringar
- 1933 - A-VM i Tjeckoslovakien - tia, 4 matcher, 1 seger, 0 oavgjorda, 3 förluster, 3 gjorda mål, 9 insläppta mål, 2 poäng.
- 1935 - A-VM i Schweiz - trettonde, 5 matcher, 1 seger, 0 oavgjorda, 4 förluster, 11 gjorda mål, 25 insläppta mål, 2 poäng.
- 1936 - A-VM (OS) i Tyskland - femtonde (sist), 3 matcher, 0 segrar, 0 oavgjorda, 3 förluster, 3 gjorda mål, 27 insläppta mål, 0 poäng.
- 1938 - A-VM i Tjeckoslovakien - tia, 4 matcher, 1 seger, 0 oavgjorda, 3 förluster, 4 gjorda mål, 8 insläppta mål, 2 poäng.
- 1939 - A-VM i Schweiz - tia, 6 matcher, 3 segrar, 0 oavgjorda, 3 förluster, 16 gjorda mål, 21 insläppta mål, 6 poäng.
- 1993 - C-VM kval i Lettland (hemmaplan) - etta, 2 matcher, 2 segrar, 0 oavgjorda, 0 förluster, 19 gjorda mål, 5 insläppta mål, 4 poäng.
- 1993 - C-VM i Slovenien - etta (guld), 7 matcher, 6 segrar, 1 oavgjord, 0 förluster, 101 gjorda mål, 9 insläppta mål, 13 poäng.
- 1994 - B-VM i Danmark - tvåa (silver), 7 matcher, 6 segrar, 0 oavgjorda, 1 förlust, 61 gjorda mål, 9 insläppta mål, 12 poäng.
- 1995 - B-VM i Slovakien - tvåa (silver), 7 matcher, 6 segrar, 0 oavgjorda, 1 förlust, 65 gjorda mål, 16 insläppta mål, 12 poäng.
- 1996 - B-VM i Nederländerna - etta (guld), 7 matcher, 6 segrar, 1 oavgjord, 0 förluster, 41 gjorda mål, 16 insläppta mål, 13 poäng.
- 1997 - A-VM i Finland - sjua, 8 matcher, 4 segrar, 2 oavgjorda, 2 förluster, 37 gjorda mål, 23 insläppta mål, 10 poäng.
- 1998 - A-VM i Schweiz - nia, 6 matcher, 3 segrar, 1 oavgjord, 2 förluster, 21 gjorda mål, 18 insläppta mål, 7 poäng.
- 1999 - A-VM i Norge - elva, 6 matcher, 2 segrar, 0 oavgjorda, 4 förluster, 24 gjorda mål, 22 insläppta mål, 4 poäng.
- 2000 - A-VM kval i Storbritannien - etta, 3 matcher, 1 seger, 2 oavgjorda, 0 förluster, 6 gjorda mål, 3 insläppta mål, 4 poäng.
- 2000 - A-VM i Ryssland - åtta, 7 matcher, 3 segrar, 1 oavgjord, 3 förluster, 15 gjorda mål, 17 insläppta mål, 7 poäng.
- 2001 - VM i Tyskland - trettonde, 6 matcher, 3 segrar, 1 oavgjord, 2 förluster, 19 gjorda mål, 13 insläppta mål, 7 poäng.
- 2002 - VM i Sverige - elva, 6 matcher, 1 seger, 0 oavgjorda, 5 förluster, 14 gjorda mål, 20 insläppta mål, 2 poäng.
- 2003 - VM i Finland - nia, 6 matcher, 3 segrar, 0 oavgjorda, 3 förluster, 14 gjorda mål, 16 insläppta mål, 6 poäng.
- 2004 - VM i Tjeckien - åtta, 7 matcher, 2 segrar, 2 oavgjorda, 3 förluster, 12 gjorda mål, 14 insläppta mål, 6 poäng.
- 2005 - VM i Österrike - nia, 6 matcher, 2 segrar, 1 oavgjord, 3 förluster, 12 gjorda mål, 19 insläppta mål, 5 poäng.
- 2006 - VM i Lettland (hemmaplan) - tia, 6 matcher, 2 segrar, 1 oavgjord, 3 förluster, 12 gjorda mål, 24 insläppta mål, 5 poäng.
- 2007 - VM i Ryssland - trettonde, 6 matcher, 2 segrar, 3 förluster, 0 sudden deaths-/straffläggningssegrar, 1 sudden deaths-/straffläggningsförlust, 20 gjorda mål, 22 insläppta mål, 7 poäng.
- 2008 - VM i Kanada - elva, 6 matcher, 2 segrar, 4 förluster, 0 sudden deaths-/straffläggningssegrar, 0 sudden deaths-/straffläggningsförluster, 11 gjorda mål, 19 insläppta mål, 6 poäng.
- 2009 - VM i Schweiz - sjua, 7 matcher, 2 segrar, 3 förluster, 2 sudden deaths-/straffläggningssegrar, 0 sudden deaths-/straffläggningsförluster, 19 gjorda mål, 18 insläppta mål, 10 poäng.
- 2010 - VM i Tyskland - elva, 6 matcher, 2 segrar, 4 förluster, 0 sudden deaths-/straffläggningssegrar, 0 sudden deaths-/straffläggningsförluster, 15 gjorda mål, 18 insläppta mål, 6 poäng.
- 2011 - VM i Slovakien - trettonde, 6 matcher, 2 segrar, 2 förluster, 0 sudden deaths-/straffläggningssegrar, 2 sudden deaths-/straffläggningsförluster, 18 gjorda mål, 19 insläppta mål, 8 poäng.
- 2012 - VM i Finland/Sverige - tia, 7 matcher, 2 segrar, 5 förluster, 0 sudden deaths-/straffläggningssegrar, 0 sudden deaths-/straffläggningsförluster, 11 gjorda mål, 19 insläppta mål, 6 poäng.
- 2013 - VM i Sverige/Finland - elva, 7 matcher, 2 segrar, 4 förluster, 1 sudden deaths-/straffläggningseger, 0 sudden deaths-/straffläggningsförluster, 14 gjorda mål, 25 insläppta mål, 7 poäng.
- 2014 - VM i Vitryssland - elva, 7 matcher, 3 segrar, 4 förluster, 0 sudden deaths-/straffläggningssegrar, 0 sudden deaths-/straffläggningsförluster, 20 gjorda mål, 24 insläppta mål, 9 poäng.
- 2015 - VM i Tjeckien - trettonde, 7 matcher, 0 segrar, 4 förluster, 2 sudden deaths-/straffläggningssegrar, 1 sudden deaths-/straffläggningsförlust, 11 gjorda mål, 25 insläppta mål, 5 poäng.
- 2016 - VM i Ryssland - trettonde, 7 matcher, 1 seger, 3 förluster, 0 sudden deaths-/straffläggningssegrar, 3 sudden deaths-/straffläggningsförluster, 13 gjorda mål, 22 insläppta mål, 6 poäng.
- 2017 - VM i Tyskland/Frankrike - tia, 7 matcher, 3 segrar, 3 förluster, 0 sudden deaths-/straffläggningssegrar, 1 sudden deaths-/straffläggningsförlust, 14 gjorda mål, 18 insläppta mål, 10 poäng.

## Värkldsmästerskapsstatistik

### 1933-2006
| Världsmästerskapsturneringar | Matcher | Segrar | Oavgjorda | Förluster | Gjorda mål | Insläppta mål | Poäng |
| ---------------------------- | ------- | ------ | --------- | --------- | ---------- | ------------- | ----- |
| A-VM                         | 86      | 31     | 9         | 46        | 214        | 276           | 71    |
| B-VM/Division I              | 21      | 18     | 1         | 2         | 167        | 41            | 37    |
| C-VM/Division II             | 7       | 6      | 1         | 0         | 101        | 9             | 13    |
| D-VM/Division III            | 0       | 0      | 0         | 0         | 0          | 0             | 0     |

### 2007-
| Världsmästerskapsturneringar | Matcher | Segrar | Förluster | Sudden deaths-/Straffläggningssegrar | Sudden deaths-/Straffläggningsförluster | Gjorda mål | Insläppta mål | Poäng |
| ---------------------------- | ------- | ------ | --------- | ------------------------------------ | --------------------------------------- | ---------- | ------------- | ----- |
| VM                           | 66      | 18     | 36        | 4                                    | 8                                       | 152        | 211           | 70    |
| Division I                   | 0       | 0      | 0         | 0                                    | 0                                       | 0          | 0             | 0     |
| Division II                  | 0       | 0      | 0         | 0                                    | 0                                       | 0          | 0             | 0     |
| Division III                 | 0       | 0      | 0         | 0                                    | 0                                       | 0          | 0             | 0     |

- ändrat poängsystem efter VM 2006, där seger ger 3 poäng istället för 2 och att matcherna får avgöras genom sudden death (övertid) och straffläggning vid oavgjort resultat i full tid. Vinnaren får där 2 poäng, förloraren 1 poäng.